# Gérard Cartier
Pour les articles homonymes, voir Cartier.
Gérard Cartier est un poète et écrivain français né le 19 décembre 1949 à Grenoble. Il a été ingénieur dans des projets d’infrastructures (dont le tunnel sous la Manche et la section internationale de la Liaison ferroviaire transalpine Lyon - Turin). Il a été lauréat du prix Tristan-Tzara, du prix Max-Jacob et du Grand Prix de poésie de la SGDL.

## Biographie
Il a mené une carrière d’ingénieur (École centrale Paris, Promotion 1972) dans l’ingénierie et les infrastructures. Après une période en entreprise, il a été responsable pour Eurotunnel des études et des travaux du terminal français du tunnel sous la Manche (1985 à 1993), puis directeur du département Transports et Infrastructures d’un grand bureau d’études français (métros du Caire, d’Athènes, autoroutes) ; enfin, de 2001 à 2009, il a été directeur des études et projets de la section internationale de la Liaison ferroviaire transalpine Lyon - Turin.
Il a poursuivi en parallèle une activité de poète.
Nombre de ses livres tirent leur motif de l’histoire récente et témoignent de son « ambition d'écrire une poésie épique, mêlant les heurts de l’Histoire, du nazisme à l'Algérie ». La période de la seconde guerre mondiale, en particulier, lui a fourni la matière de plusieurs livres, avec la déportation de Robert Desnos (Alecto !) et l’épopée tragique du Vercors, au pied duquel il a longtemps vécu (Introduction au désert puis Le désert et le monde, prix Tristan-Tzara). Le hasard parcourt le dernier demi-siècle, de la guerre d’Algérie à la Palestine.
Ses derniers livres prennent souvent la forme d'une « autobiographie fantasmatique, qui ne coïncide pas avec sa propre existence mais en est comme l'image mythique ou la projection rêvée » : Le hasard ; Méridien de Greenwich (prix Max-Jacob) ; Le petit séminaire. Un autre thème de prédilection est le Moyen Âge : Tristran est librement inspiré des récits sur Tristan et Yseut, et L'ultime Thulé du voyage légendaire de saint Brendan à la recherche du paradis terrestre.
Depuis 2010, il a écrit plusieurs ouvrages en prose dont Cabinet de société (Éd. Henry, 2011), recueil de récits célébrant les auteurs classiques et modernes, en hommage aux saints Lagarde et Michard ; et L'Oca nera, un roman en forme de jeu de l'oie situé dans le Vercors et le Piémont, dont les thèmes sont les exactions de Mireille Provence, "l'espionne du Vercos", pendant l'Occupation, la fuite en Italie d'un collaborateur notoire et les travaux contestés du projet Lyon-Turin .
Gérard Cartier a traduit le poète irlandais Seamus Heaney, Prix Nobel de littérature 1995 (La lanterne de l’aubépine, Le Temps des cerises, 1996).
Il a été, avec Francis Combes, l’initiateur et le maître d’œuvre de l’affichage de poèmes dans le métro parisien qui s’est poursuivi de 1993 à 2007.
Il a été membre du comité littéraire de la revue de poésie Le Mâche Laurier (dernier numéro en 2008), publiée par les éditions Obsidiane, et il est depuis 2010 le coordinateur de la revue électronique de littérature Secousse. Il publie des critiques de poésie dans diverses revues (Secousse, En attendant Nadeau, Poezibao, Terres de Femmes, etc.). Auteur de plusieurs anthologies de la poésie française contemporaine pour des éditeurs étrangers.
Il a présenté et coordonné les dossiers de la revue Europe sur Olivier Rolin, sur "Tintin sous le regard des écrivains" et sur Jude Stéfan.

## Œuvres

### Poésie
- Le montreur d’images, Saint-Germain-des-prés, 1978
- Passage d’Orient, Temps Actuels, coll. Digraphe, 1984
- La nature à Terezin, Europe Poésie, 1992 (Encres de Michel Harchin)
- Alecto !, Obsidiane, 1994
- Introduction au désert, Obsidiane, 1996
- Le désert et le monde, Flammarion, 1997 (prix Tristan-Tzara, 1998)
- Méridien de Greenwich, Obsidiane, 2000 (prix Max-Jacob, 2001)
- Le hasard, Obsidiane, 2004
- Le petit séminaire, Flammarion, 2007
- Tristran, Obsidiane, 2010 - (traduction anglaise : [lx] press, Los Angeles, 2016)
- Le voyage de Bougainville, L'Amourier, 2015
- Les Métamorphoses, Le Castor Astral, 2017
- L'ultime Thulé, jeu de l'oie, Flammarion, 2018
- Le voyage intérieur, documentaires, Flammarion, 2023  (Grand Prix de poésie de la SGDL, 2001)
- Le roman de Mara, Tarabuste, 2024
- Les bains-douches de la rue Philonarde, Obsidiane, 2025
- Les amours de Loris, Al Manar,

### Proses
- Cabinet de société, récits, Éd. Henry, 2011
- Du neutrino véloce ou Discours de la virgule, récit, Passage d'encres, 2015
- L'oca nera, roman, La Thébaïde, 2019
- Du franglais au volapük ou Le perroquet aztèque, essai, Obsidiane, 2019
- Ex machina, journal de l'Oie, La Thébaïde, 2022

### Pièce radiophonique
- La déportation d’Hermès, France Culture, 1987 (Nouveau Répertoire Dramatique, réalisation Claude Roland-Manuel)

### Traduction
- La lanterne de l’aubépine de Seamus Heaney, Le Temps des cerises, 1996

### Anthologies (Choix et introduction)
- Anthologie des poèmes dans le métro, Le Temps des cerises, 1994, 1995, 1999, 2005
- O ЖИВОМ (Sur le vif) - 12 poètes français contemporains, Association des écrivains de Voïvodine, Novi Sad, août 2015
- En vivo (Sur le vif) - 15 poètes français contemporains, Leviatán, Buenos Aires,   novembre 2015